# Myelochroa coreana
Myelochroa coreana är en lavart som beskrevs av Y. S. Park. Myelochroa coreana ingår i släktet Myelochroa och familjen Parmeliaceae.   Inga underarter finns listade i Catalogue of Life.